# 카롤리네 페터스
카롤리네 페터스(Caroline Peters, 1971년 9월 7일 ~ )는 독일의 배우이다.

## 출연 작품
- 데 보나메 (2018)
- 무슬림이 되고 싶다고? (2018)
- 워크 온 워터 (2004)
- 라이프 콜링 (2001)